# Bahnstrecke Orient Heights–Point Shirley
| Streckenlänge: | 7 km                      |                                                 |                                                 |
| Spurweite: | 914 mm (engl. 3-Fuß-Spur) |                                                 |                                                 |
| Stromsystem: | 600 =                     |                                                 |                                                 |
| Zweigleisigkeit: | gesamte Strecke           |                                                 |                                                 |
| |                           |                                                 |                                                 |
| \| \| \| von East Boston \| \| \| \| 0 \| Orient Heights (früher Winthrop Jct., Winthrop) \| Orient Heights (früher Winthrop Jct., Winthrop) \| \| \| \| nach Lynn \| \| \| \| \| Betriebshof Orient Heights der U-Bahn Boston \| \| \| \| \| \| \| \| \| \| \| \| \| \| 1 (7) \| Pleasant Street \| Pleasant Street \| \| \| \| Beginn Ringlinie \| \| \| \| \| Verschwenkung 1888 (neue Strecke rechts) \| \| \| \| 1½ \| Battery \| Battery \| \| \| (6½) \| Ingalls \| Ingalls \| \| \| 2½ \| Winthrop Street \| Winthrop Street \| \| \| (5½) \| Winthrop Centre \| Winthrop Centre \| \| \| 2½ \| Winthrop Highlands \| Winthrop Highlands \| \| \| (5) \| Thornton Street \| Thornton Street \| \| \| \| Crystal Cove \| \| \| \| \| von Point of Pines \| \| \| \| \| Ende Verschwenkung 1888 \| \| \| \| 3 \| Ocean Spray \| Ocean Spray \| \| \| 3½ \| Playstead (früher Shirley) \| Playstead (früher Shirley) \| \| \| 4 \| Winthrop Beach \| Winthrop Beach \| \| \| \| \| \| \| \| 4 \| Great Head \| Great Head \| \| \| 4½ \| Cottage Hill \| Cottage Hill \| \| \| 5 \| Short Beach \| Short Beach \| \| \| 5½ \| Point Shirley (Fähre nach Boston) \| Point Shirley (Fähre nach Boston) \| |                           |                                                 |                                                 |
| U-Bahn-Strecke |                           | von East Boston                                 | von East Boston                                 |
| U-Bahn-Bahnhof | 0                         | Orient Heights (früher Winthrop Jct., Winthrop) | Orient Heights (früher Winthrop Jct., Winthrop) |
| U-Bahn-Abzweig geradeaus, nach links und von links |                           | nach Lynn                                       | nach Lynn                                       |
| U-Bahn-Dienststation / Betriebs- oder Güterbahnhof |                           | Betriebshof Orient Heights der U-Bahn Boston    | Betriebshof Orient Heights der U-Bahn Boston    |
| |                           |                                                 |                                                 |
| Brücke über Wasserlauf (Strecke außer Betrieb) |                           |                                                 |                                                 |
| Haltepunkt / Haltestelle (Strecke außer Betrieb) | 1 (7)                     | Pleasant Street                                 | Pleasant Street                                 |
| Strecke von links (außer Betrieb) · Abzweig geradeaus und nach rechts (Strecke außer Betrieb) |                           | Beginn Ringlinie                                | Beginn Ringlinie                                |
| Strecke (außer Betrieb) · Abzweig geradeaus und nach links (Strecke außer Betrieb) · Strecke von rechts (außer Betrieb) |                           | Verschwenkung 1888 (neue Strecke rechts)        | Verschwenkung 1888 (neue Strecke rechts)        |
| Strecke (außer Betrieb) · Strecke (außer Betrieb) · Haltepunkt / Haltestelle (Strecke außer Betrieb) | 1½                        | Battery                                         | Battery                                         |
| Haltepunkt / Haltestelle (Strecke außer Betrieb) · Strecke (außer Betrieb) · Strecke (außer Betrieb) | (6½)                      | Ingalls                                         | Ingalls                                         |
| Strecke (außer Betrieb) · Haltepunkt / Haltestelle (Strecke außer Betrieb) · Strecke (außer Betrieb) | 2½                        | Winthrop Street                                 | Winthrop Street                                 |
| Bahnhof (Strecke außer Betrieb) · Strecke (außer Betrieb) · Strecke (außer Betrieb) | (5½)                      | Winthrop Centre                                 | Winthrop Centre                                 |
| Strecke (außer Betrieb) · Strecke (außer Betrieb) · Haltepunkt / Haltestelle (Strecke außer Betrieb) | 2½                        | Winthrop Highlands                              | Winthrop Highlands                              |
| Haltepunkt / Haltestelle (Strecke außer Betrieb) · Strecke (außer Betrieb) · Strecke (außer Betrieb) | (5)                       | Thornton Street                                 | Thornton Street                                 |
| Brücke über Wasserlauf (Strecke außer Betrieb) · Strecke (außer Betrieb) · Strecke (außer Betrieb) |                           | Crystal Cove                                    | Crystal Cove                                    |
| Strecke (außer Betrieb) · Strecke (außer Betrieb) · Abzweig geradeaus und von links (Strecke außer Betrieb) |                           | von Point of Pines                              | von Point of Pines                              |
| Strecke (außer Betrieb) · Abzweig geradeaus und von links (Strecke außer Betrieb) · Strecke nach rechts (außer Betrieb) |                           | Ende Verschwenkung 1888                         | Ende Verschwenkung 1888                         |
| Strecke (außer Betrieb) · Bahnhof (Strecke außer Betrieb) | 3                         | Ocean Spray                                     | Ocean Spray                                     |
| Strecke (außer Betrieb) · Haltepunkt / Haltestelle (Strecke außer Betrieb) | 3½                        | Playstead (früher Shirley)                      | Playstead (früher Shirley)                      |
| Strecke (außer Betrieb) · Bahnhof (Strecke außer Betrieb) | 4                         | Winthrop Beach                                  | Winthrop Beach                                  |
| Strecke nach links (außer Betrieb) · Abzweig geradeaus und nach rechts (Strecke außer Betrieb) |                           |                                                 |                                                 |
| Haltepunkt / Haltestelle (Strecke außer Betrieb) | 4                         | Great Head                                      | Great Head                                      |
| Bahnhof (Strecke außer Betrieb) | 4½                        | Cottage Hill                                    | Cottage Hill                                    |
| Bahnhof (Strecke außer Betrieb) | 5                         | Short Beach                                     | Short Beach                                     |
| Kopfbahnhof Streckenende (Strecke außer Betrieb) | 5½                        | Point Shirley (Fähre nach Boston)               | Point Shirley (Fähre nach Boston)               |

Die Bahnstrecke Orient Heights–Point Shirley ist eine Eisenbahnstrecke in Massachusetts (Vereinigte Staaten). Die ursprüngliche Strecke war etwa 5,5 Kilometer lang, wurde jedoch 1888 durch eine insgesamt sieben Kilometer lange Ringlinie ersetzt. Sie verbindet die Städte Boston und Winthrop. Die Strecke ist stillgelegt, ein Teil der Trasse wird heute von der normalspurigen U-Bahn Boston als Betriebshof benutzt.

## Geschichte
Als 1875 die Strecke East Boston–Lynn der Boston, Revere Beach and Lynn Railroad (BRB&L) eröffnet worden war, lag die Stadt Winthrop etwa zwei Kilometer vom Bahnhof Winthrop entfernt. Eine Pferdebahn stellte zwar die Verbindung her, war jedoch unzureichend und, um nach Boston zu gelangen, musste zweimal umgestiegen werden, nämlich am Bahnhof in den Zug der BRB&L und in East Boston auf die Fähre. Um die Anbindung zu verbessern, gründete ein ortsansässiger Unternehmer daher 1876 die Boston, Winthrop and Point Shirley Railroad, übernahm die Pferdebahn und eröffnete am 7. Juni 1877 den Dampfbetrieb auf der Strecke vom BRB&L-Bahnhof Winthrop, der gleichzeitig in Winthrop Junction umbenannt wurde, zum Bahnhof Winthrop Centre an der Buchanan Street. Als Spurweite wählte er wie die BRB&L drei Fuß (914 mm), sodass die Züge nach East Boston durchfahren konnten. Die Strecke diente während ihres gesamten Daseins nur dem Personenverkehr. Sie wurde nur im Sommerhalbjahr befahren, lediglich im Winter 1878/79 fuhren auch Züge.
Damit war jedoch die aufstrebende Strandsiedlung Ocean Spray noch nicht erreichbar. 1881 baute die Gesellschaft daher eine neue Strecke, die am Haltepunkt Pleasant Street von der bestehenden abzweigte und nach Ocean Spray führte. Die alte Strecke zur Buchanan Street wurde vorerst außer Betrieb genommen, jedoch nicht stillgelegt. 1882 wurde die Strandstrecke nach Short Beach verlängert. Im Dezember 1883 benannte man die Bahngesellschaft in Boston, Winthrop and Shore Railroad um. Die normalspurige Bahnstrecke Point of Pines–Point Shirley war als Konkurrenzprojekt gestartet, jedoch 1883 von der Bahngesellschaft übernommen worden. Sie war zu diesem Zeitpunkt bis Ocean Spray fertiggestellt und man baute nun ein Dreischienengleis zwischen Ocean Spray und Short Beach und auf einer kurzen Verlängerung nach Point Shirley ein und eröffnete beide Strecken am 30. Juni 1884 bis nach Point Shirley. Von dort bestand eine Fährverbindung nach Boston.
Am Thanksgiving-Tag (26. November) des Jahres 1885, sorgte ein Sturm für eine Springflut, die die Strandstrecke weitgehend zerstörte. Das Dreischienengleis wurde daraufhin abgebaut, ebenso wie die gesamte Strecke zwischen Cottage Hill und Point Shirley. Mitte 1886 pachtete die BRB&L die Bahnstrecke, da die Boston, Winthrop&Shore durch die Sturmflut in Finanznot geraten war. Der neue Betreiber wollte beide Streckenäste ganzjährig betreiben. Nach dem Ende der Sommersaison 1887 wurde die Strecke von der Pleasant Street nach Cottage Hill jedoch zunächst stillgelegt. Stattdessen baute die BRB&L eine neue Strecke von der Pleasant Street über Winthrop Highlands, Ocean Spray und Winthrop Beach nach Wintrop Centre, wodurch ein Ring entstand. 1888 wurde diese Strecke eröffnet. Die Züge befuhren den Ring abwechselnd in beide Richtungen. 1911 übernahm die Bahngesellschaft die Point Shirley Street Railway, eine Straßenbahn, die 1910 auf der stillgelegten Trasse von Winthrop Beach nach Point Shirley eröffnet worden war und mit Gasmotortriebwagen befahren wurde. Ende der 1920er Jahre wurde diese Straßenbahn stillgelegt und durch eine bahneigene Buslinie ersetzt.
Kurz nach der Hauptstrecke der BRB&L wurde die Ringlinie am 15. November 1928 mit 600 Volt Gleichstrom elektrifiziert. Danach begann jedoch der Rückgang der Fahrgastzahlen, ausgelöst durch eine zunehmende Menge privater Automobile und die Weltwirtschaftskrise. Am 27. Januar 1940 fuhren die letzten Bahnen und die Strecke wurde stillgelegt und abgebaut. Ein Teil der Trasse nahe dem Abzweig Orient Heights (früher Winthrop Junction) dient seit 1952 der U-Bahn Boston als Zufahrt zum Betriebshof.

## Streckenbeschreibung
Die Strecke begann am Abzweig Orient Heights, wo sie aus der Hauptstrecke der BRB&L in Richtung Ostsüdosten abbiegt. Hier befindet sich heute der U-Bahn-Betriebshof. Die Bahn überquerte einen kleinen Fluss der hier in die Bostoner Hafenbucht mündet und erreicht kurz danach den ersten Haltepunkt Pleasant Street. Wenige Meter hinter dem Haltepunkt verzweigte sich die Strecke. Der älteste Zweig, über Winthrop Centre, biegt in Höhe der Fairview Street in Richtung Süden ab und verläuft im Zuge der heutigen Walden Street und Hagman Road. Über den Haltepunkt Ingalls erreicht sie den an der Kreuzung Pleasant Street/Buchanan Street gelegenen Bahnhof Winthrop Centre. Die Bahntrasse überquerte die Kreuzung und bog kurz darauf in Richtung Osten ab, wo sich in Höhe der Thornton Street ein gleichnamiger Haltepunkt befand. Sie überquerte auf einer Jochbrücke, von der heute nur noch die zu den Brückenköpfen führenden Bahndämme erhalten sind, die Hafenzufahrt von Winthrop und bog im Hafengelände in Richtung Norden am Bahnhof Winthrop Beach in die Strecke nach Point Shirley ein.
Die ursprüngliche Strecke nach Point Shirley führte von der Station Pleasant Street im Zuge der heutigen Morton Street. Sie bog in Höhe Governors Drive in Richtung Südosten ab. Hier befand sich ein Haltepunkt Winthrop Street. Am Bahnhof Ocean Spray mündet diese Trasse in die 1888 verschwenkte neue Trasse ein. Diese neue Trasse bog kurz vor dem dann stillgelegten Haltepunkt Winthrop Street aus der ursprünglichen Strecke ab und führte in Richtung Nordosten. Statt des Haltepunkts Winthrop Street wurde ein Haltepunkt Battery angelegt, der sich nur wenige Meter entfernt befand. Die Strecke führte nun in einem großen Bogen im Zuge der Crest Avenue an die Küste hinunter und hatte dabei in der Siedlung Winthrop Highlands einen weiteren Haltepunkt.
Die Bahntrasse verlief nun dort wo heute die Veterans Road dem Straßenverkehr dient und erreicht den Bahnhof Ocean Spray, etwa kurz vor dem Hadasa Way. Hier mündete von 1884 bis 1885 die normalspurige Bahnstrecke von Point of Pines in die Trasse ein. Ab hier bis Point Shirley lag in dieser Zeit ein Dreischienengleis. Über den Haltepunkt Shirley, der 1888 in Playstead umbenannt wurde, erreicht sie den Bahnhof Winthrop Beach an der Washington Avenue. Die Strecke nach Point Shirley führte nun weiter im Zuge der heutigen Shirley Street bis Point Shirley. Von 1910 bis etwa 1929 verkehrte eine Straßenbahn auf diesem Abschnitt der Trasse.